# Ike Barinholtz
Ike Barinholtz, pseudonimo di Isaac Barinholtz (Chicago, 18 febbraio 1977), è un attore e sceneggiatore statunitense.

## Biografia
Figlio dell'attore Alan Barinholtz, nasce e cresce a Chicago. Ottenne il suo primo ruolo nel 2001 dove lavora a Los Angeles. Il suo film di maggior rilievo è Disaster Movie dove ha interpretato sette ruoli: Beowulf, Lupo, Principe Caspian, Javier Bardem, poliziotto, Batman e Hellboy. Barinholtz ha recitato nel 2012 in The Mindy Project, nel 2016 in Suicide Squad e nel 2022 in Il talento di Mr. C.

## Filmografia parziale

### Attore

#### Cinema
- Down - Discesa infernale (Down), regia di Dick Maas (2001)
- Disaster Movie, regia di Jason Friedberg Aaron Seltzer (2008)
- 3ciento - Chi l'ha duro... la vince (Meet the Spartans), regia di Jason Friedberg e Aaron Seltzer (2008)
- Mordimi (Vampires Suck), regia di Jason Friedberg e Aaron Seltzer (2010) – non accreditato
- For Christ's Sake, regia di Jackson Douglas (2010)
- Cattivi vicini (Neighbors), regia di Nicholas Stoller (2014)
- Le sorelle perfette (Sisters), regia di Jason Moore (2015)
- Angry Birds - Il film (The Angry Birds Movie), regia di Clay Kaytis e Fergal Reilly (2016) – voce
- Suicide Squad, regia di David Ayer (2016)
- Cattivi vicini 2 (Neighbors 2: Sorority Rising), regia di Nicholas Stoller (2016)
- Fottute! (Snatched), regia di Jonathan Levine (2017)
- Bright, regia di David Ayer (2017)
- The Silent Man (Mark Felt: The Man Who Brought Down the White House), regia di Peter Landesman (2017)
- The Disaster Artist, regia di James Franco (2017)
- Giù le mani dalle nostre figlie (Blockers), regia di Kay Cannon (2018)
- Il giuramento (The Oath), regia di Ike Barinholtz (2018)
- E poi c'è Katherine (Late Night), regia di Nisha Ganatra (2019)
- The LEGO Movie 2 - Una nuova avventura (The LEGO Movie 2: The Second Part), regia di Mike Mitchell (2019) – voce
- The Hunt, regia di Craig Zobel (2020)
- Girl Power - La rivoluzione comincia a scuola (Moxie), regia di Amy Poehler (2021)
- Il talento di Mr. C (The Unbearable Weight of Massive Talent), regia di Tom Gormican (2022)

#### Televisione
- MADtv – serie TV, 114 episodi (2002-2007, 2016)
- Rita Rocks – serie TV, episodi 1x08-2x14 (2008-2009)
- The League – serie TV, 4 episodi (2010-2015)
- Eastbound & Down – serie TV, 6 episodi (2012)
- The Mindy Project – serie TV, 115 episodi (2012-2017)
- Brooklyn Nine-Nine – serie TV, episodio 6x10 (2019)
- Afterparty (The Afterparty) – serie TV, 8 episodi (2022)
- Infiltrati alla Casa Bianca - White House Plumbers (White House Plumbers) – miniserie TV, 4 puntate (2023)
- Curb Your Enthusiasm – serie TV, episodio 12x06 (2024)
- The Studio – serie TV, 8 episodi (2025)

### Doppiatore
- The Awesomes – serie animata, 30 episodi (2013-2015)
- Chozen – serie animata, 4 episodi (2014)
- Bless the Harts – serie animata, 34 episodi (2019-2020)
- Chicago Party Aunt – serie animata, 15 episodi (2021-2022)
- Orion e il Buio (Orion and the Dark), regia di Sean Charmatz (2024)

## Riconoscimenti
- Premio Emmy
  - 2025 - Candidatura al miglior attore non protagonista in una serie commedia per The Studio

## Doppiatori italiani
Nelle versioni in italiano delle opere in cui ha recitato, Ike Barinholtz è stato doppiato da:
- Stefano Crescentini in Le sorelle perfette, Fottute!, Giù le mani dalle nostre figlie, Afterparty, The Studio
- Franco Mannella in 3ciento - Chi l'ha duro... la vince!, Cattivi vicini, Cattivi vicini 2
- Alessandro Budroni in Suicide Squad, The Disaster Artist
- Massimo Triggiani in The Silent Man, The Hunt
- Luca Ward in Disaster Movie
- Massimo Bitossi in Mordimi
- Paolo De Santis in The Mindy Project
- Francesco Venditti in Bright
- Nanni Baldini in E poi c'è Katherine
- Francesco Pezzulli in Girl Power - La rivoluzione comincia a scuola
- Emiliano Coltorti in Il talento di Mr. C

Come doppiatore è sostituito da:
- Fabio Boccanera ne I Griffin
- Stefano Crescentini in Bless the Hearts
- Franco Mannella in Orion e il buio